# Aska
För andra betydelser, se Aska (olika betydelser).
Aska kallas de fasta oorganiska restprodukterna efter förbränning av organiska ämnen. Sammansättningen är beroende av utgångsmaterialet och består oftast av fosfater, karbonater, klorider, silikater och sulfater av kalcium, magnesium, kalium och natrium. Färgen är i regel rödbrun, grå eller vit. En rödfärgad aska tyder på hög järnhalt.
Aska skiljer sig från det fasta organiska material som kan bli återstod vid förbränning, det vill säga oförbränt organiskt material, även om aska också kan innehålla kol. En organisk återstod som följer med rökgaserna kallas istället sot medan en organisk bottenåterstod kallas kol eller koks. Vulkanisk aska är också ett etablerat begrepp, trots att det inte rör sig om en återstod efter förbränning. 

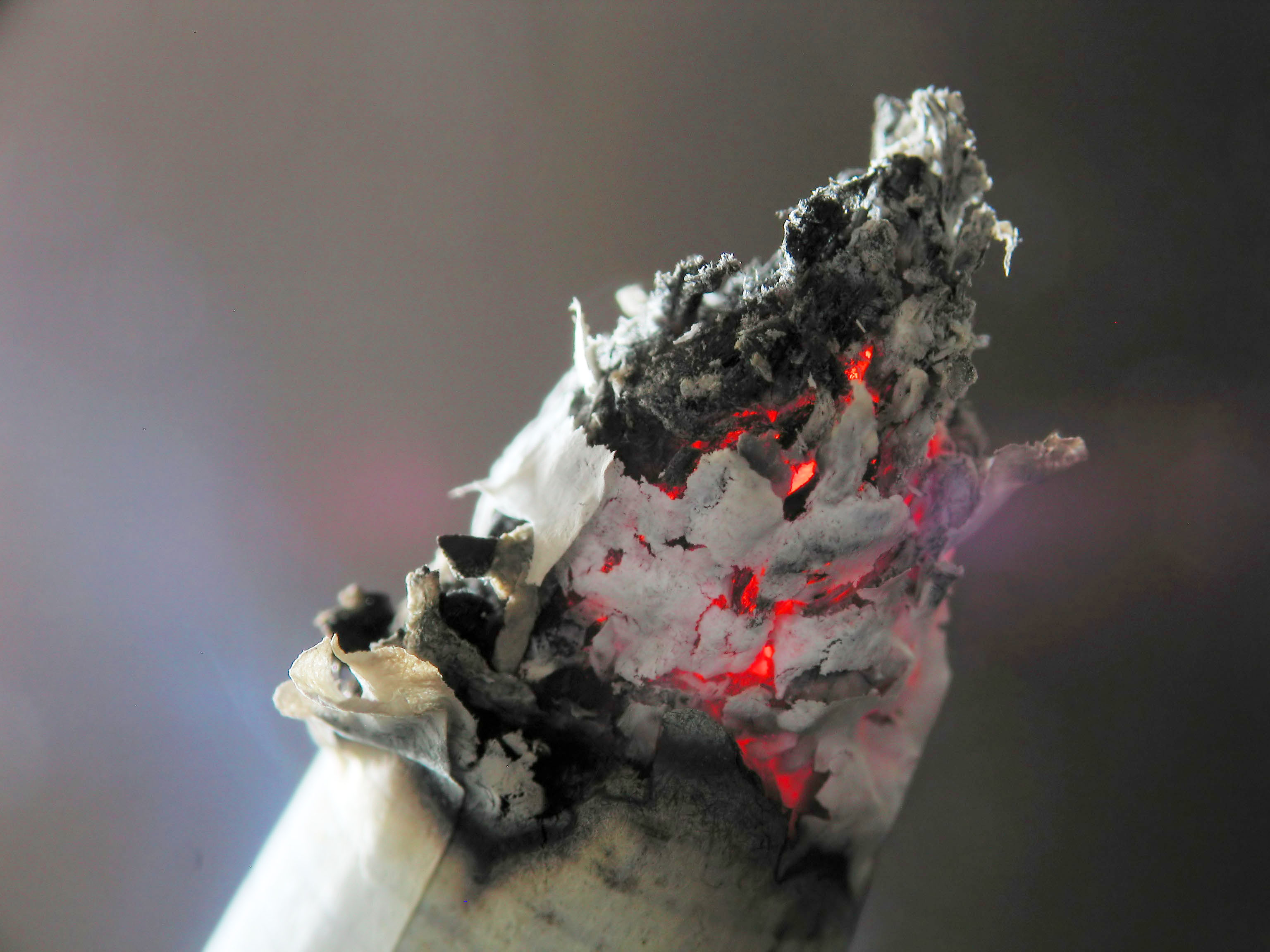
Cigarettaska.

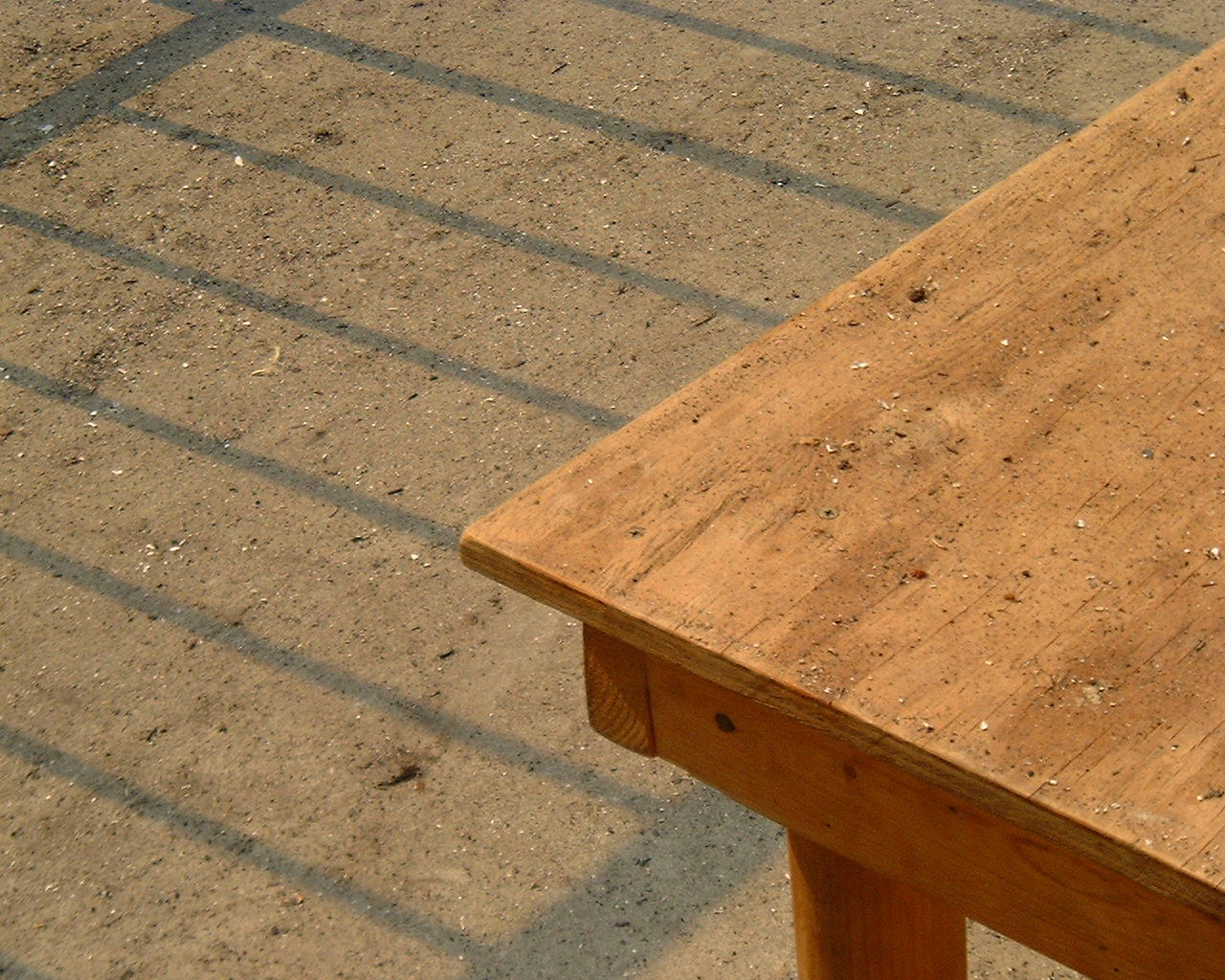
Flygaska från en lägereld.

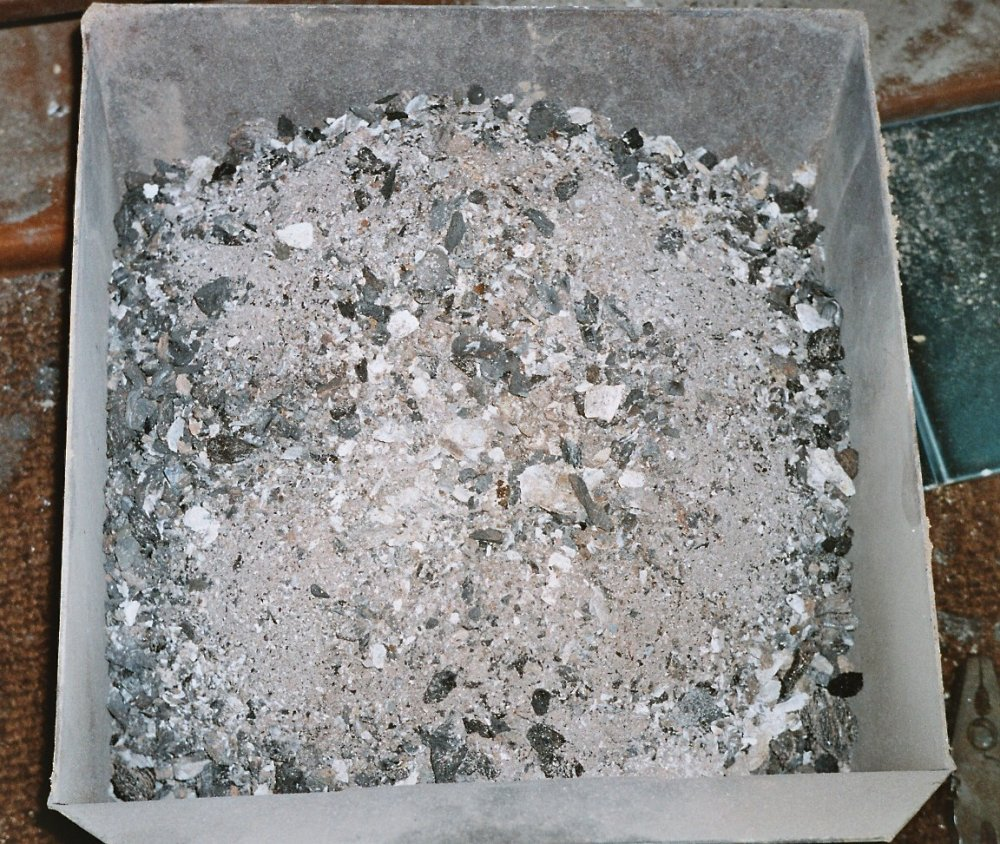
Stenkolsaska.

## Olika typer av aska
Några vanliga asktyper:
- Vedaska
- Benaska
- Produkter vid kolförbränning
  - Bottenaska[1]
  - Flygaska
- Cigarettaska
- Vibhuti, rituell aska inom hinduismen
- Vulkanisk aska. Luftburna partiklar som bildas vid vulkanutbrott kallas pyroklastiskt material eller tefra. Pyroklastiskt material med en kornstorlek mindre än två millimeter kallas vulkanisk aska.

### Vedaska
Ett stort antal forskningsstudier har genomförts beträffande den kemiska sammansättningen av vedaska, eller träaska. Resultaten varierar stort, eftersom ett flertal faktorer, som tidigare nämnts, påverkar sammansättning. I vissa studier är kalciumkarbonat (kolsyrad kalk, CaCO3) en viktig beståndsdel, i andra studier förekommer ytterst lite kalciumkarbonat, däremot stora mängder kalciumoxid (bränd kalk, CaO). Reaktionen CaCO3 → CO2 + CaO sker långsamt (ca en timme) vid  800 °C men relativt snabbt (några minuter) vid 900 °C. Kalium i aska förekommer främst i form av kaliumkarbonat. Lövträdsaska var för utgångsmaterial för tillverkning av kaliumkarbonat(pottaska). Kalcium finns i lövträdsaska främst i form av kalciumfosfat, i barrträdsaska i form av kalciumoxid eller kalciumkarbonat beroende på förbränningstemperaturen.
Några studier påvisar så höga halter som 12 % av järnoxider medan andra inte påvisar några halter alls, och järnoxider ofta är resultatet av föroreningar, dvs. föroreningsaska.
Innehållet av tungmetaller beror huvudsakligen på trädens ståndort. Energiskog (Salix) som odlas på åkermark ger ofta aska med förhöjda halter av kadmium och zink. Kadmium finns naturligt i marken. En del härrör från kadmiumhaltiga gödselmedel som tidigare tillförts jordbruksmarken.
I träaska kan också radionuklider förekomma, t.ex. kalium-40 och cesium-137(en). Kalium-40 förekommer naturligt medan cesium-137 härrör från kärnvapensprängningar och Tjernobylolyckan (1986).

Förutom den påverkan trädslag, trädets ålder, växtplats och genetiska faktorer kan ha, har även följande faktorer betydelse för träaskans sammansättning:
- Flygaska: När större mängder flygaska uppstår, förändras sammansättningen av den bottenaska som blir kvar.
- Förbränningstemperaturen[6] leder till två direkta effekter: 
  - Dissociation: Vid högre temperatur förbränns karbonater, sulfider m.m. till oxider. En del metalloxider, t.ex. kvicksilveroxid kan till och med delas upp i sina beståndsdelar och därefter förångas fullständigt.
  - Förångning: När flygaskan inte mäts, kommer en del beståndsdelar att saknas i summeringen.
- Experimentmiljön: När askan utsätts för miljöpåverkan mellan förbränning och analys kan beståndsdelar i träaskan hinna reagera med luftens koldioxid.

#### Växtnäringsämne i vedaska
En grundlig studie med träaska från ett antal olika trädarter genomfördes på 1870-talet av den tyske lantbrukskemisten Emil von Wolff.
| ämne      | bok   | ek    | björk | tall  | gran  |
| --------- | ----- | ----- | ----- | ----- | ----- |
| kalium    | 17–25 | 21–29 | 12–17 | ca 11 | 10–17 |
| fosfor    | 3–6   | 5–9   | 3–5   | 3     | ca 1  |
| kalcium   | 18–28 | 13–18 | 14–21 | ca 32 | ca 18 |
| magnesium | ca 6  | ca 10 | ca 8  | ca 5  | ca 5  |

### Kolaska
Vid kolets förbränning bildar de oorganiska huvudkomponenterna oxider, sulfater och silikater. Det är framför allt aluminium, järn, kalcium, kisel och magnesium och de huvudsakliga beståndsdelarna är således Al2O3, Fe2O3, CaO, SiO2, och MgO. Dessutom förekommer oxider av kalium, natrium och svavel (SO3).

### Torvaska
Torvaska innehåller framför allt oxider av aluminium, järn, kalcium och kisel. Den innehåller också lägre halter av fosfor, kalium, magnesium, natrium, svavel, titan och olika spårämnen. Den uppvisar stora likheter med kolaska. Det som skiljer torvaskans sammansättning från träaska är högre halter av järn och lägre halter av mangan och kalium.

### Gräsaskor
Aska av eldat gräs har stor variation även inom en och samma art, beroende på växtförhållanden. Ett bra exempel är rörflen som har hög avkastning och därför är intressant som energigröda. Det har ingått i flera forskningsstudier. Askhalten varierar mycket beroende på var rörflenen odlats. De lägsta askhalterna, 2 %, har gräs på mullhaltig jord, medan halterna för rörflen som växt på styva lerjordar kan vara så höga som 10 %. Rörflen är intressant som bränsle eftersom dess aska har en relativt hög asksmältpunkt, vilket minskar problemen med sintring i värmepannan.
Rörflen innehåller påtagligt högre halter av svavel, kväve och klor än vedbränsle. Askan består framför allt av kisel men den innehåller också kalium, kalcium, magnesium, fosfor och spårämnen. Dess flygaska innehåller höga halter av tungmetaller.

### Benaska
Benaska är den aska som återstår efter förbränning av ben. Den består av ungefär 85 % kalciumfosfater, framför allt trikalciumdifosfat, ett salt av kalcium och fosforsyra med formeln Ca3(PO4)2, och 12 % kalciumkarbonat (CaO).
2012 uppmärksammades höga metallhalter i kremeringsaska, cirka 20 ton per år, bland annat titan från operationer.
Benaska användes tidigare för framställning av fosfor och fosforsyra, mjölkglas, glasyrer, keramiskt material i drivugnar och muffelugnar och som polerings- och putsmedel.

## Komponenter
Askan kan delas in i två komponenter: aska från bränslets naturliga obrännbara mineraler och föroreningsaska.

### Naturlig aska
Den naturliga askan består av mineralämnen som träden har tagit upp ur marken och från regnvattnet som tagits upp av barr och löv. Mineralerna finns främst i bastbarken och i barr och löv, dvs i de delar där trädens livsfunktioner är. Här finns mer än hälften av mängderna kalcium, fosfor, kalium och kväve och också magnesium och kisel. Askhalten varierar starkt beroende på trädslag, trädets ålder och växtplats, men även på genetiska faktorer.
Generellt har svenska skogsträd en naturlig askhalt i stamved av 0,4–0,7 %, där gran har högst askhalt. Tallbarr har 2,5 % askhalt, granbarr och löv 5–6 %. Björk- och tallbark innehåller 1,5–2,5 % aska och granbark upp till 4 %.

### Föroreningsaska
Vedhanteringen har en avgörande betydelse för hur mycket föroreningsaska bränslet får. Bränsle kan förorenas på grund av släpning eller lunning. Ibland följer metallföremål med från avverkningen, t.ex. verktyg. Vid transporten till virkesterminal kan oorganiskt damm öka den kommande föroreningsaskan. En av de viktigaste orsakerna till föroreningsaska är dock oasfalterade lagringsytor. Bark från oasfalterade ytor kan innehålla 10–15 % aska. Lagring av bränsle bör med andra ord alltid ske på asfalt- eller betongytor, eller åtminstone på en hårdgjord yta med flis eller bark som bädd.
Behandlat virke, till exempel när byggavfall, returträflis, lastpallar, formvirke, möbler, emballage eldas kan innehålla höga halter av även de oorganiska ämnena arsenik, bly och koppar.
Föroreningsaska i bränslet utgör en barlast och deltar inte i förbränningen. Negativa effekter av denna aska är bland annat att den:
- minskar energiinnehållet per massenhet bränsle
- sliter på mekaniska transportanordningar
- kan medföra slaggningsproblem
- ökar transport-, hanterings- och deponikostnaderna

## Askhalter

### Askhalter i träd
Askhalten anges i procent av bränslets torra massa. Askhaltsbestämningarna kan göras enligt Svensk Standard SS 18 71 71.
Den uppmätta andelen aska i ved från olika trädarter varierar från 0,43 %–1,82 %. Av praktiska skäl räknar man ofta med genomsnittsvärdet 1 %. Som jämförelse har antracitkol ett askinnehåll om 10–20 %.
| Askhalt i procent       | Askhalt i procent | Askhalt i procent | Askhalt i procent |
| Del av träd             | Björk             | Tall              | Gran              |
| ----------------------- | ----------------- | ----------------- | ----------------- |
| Stamved                 | 0,4               | 0,4               | 0,6               |
| Bark                    | 2,2               | 2,6               | 3,2               |
| Grenar                  | 1,2               | 1,0               | 1,9               |
| Barr och löv            | 5,5               | 2,4               | 5,1               |
| Hela träd med barr/löv  | 1,0               | 0,9               | 1,6               |
| Hela träd utan barr/löv | 0,8               | 0,8               | 1,3               |

Om askhalterna ska anges i kg/m3 flis ska ovanstående värden multipliceras med fyra. En kubikmeter helträdsflis i gran med barr innehåller drygt 6 kg aska.

### Askhalter i kol och olja
Generellt sett har kol höga askhalter och olja låga. Stenkol har en genomsnittlig askhalt av 10 % och råolja 0,005 %.

## Användningsområden för aska
Aska användes för olika ändamål. 
Benaska för framställning av fosfor och fosforsyra.
Tångaska som gödningsmedel och för framställning av jod och alkalisalter. 
Träaska särskilt aska från bok (som är mycket rik på kalium) användes tidigare för tillverkning av pottaska (kaliumkarbonat), som förr var en viktig råvara för framställning av såpa, glas, krut, färgämnen, och läkemedel. Liksom tvål är aska ett alkaliskt desinfektionsmedel.
Stenkolsaska har i Hyllinge använts för framställning av tegel (40 % stenkolsaska och 60 % lera) och har i Höganäs använts för tillverkning av asksten (fem delar stenkolsaska och en del släckt kalk).
Växtaska har på grund av sin halt av växtnäringsämnen i lättlöslig form tidigare tillvaratagits i jordbruket för gödsling. Svedjebruk var förr en metod att driva växtodling där askan användes som gödselmedel.
Världshälsoorganisationen (WHO) rekommenderar aska eller sand som alternativ när tvål inte är tillgängligt.

### Vedaska som gödningsmedel
Vedaska, framför allt från lövträ, är rik på kalium och kalcium och innehåller litet fosfor och mikronäringsämnen och en del mineraler som jorden behöver. Aska från tall är sämre eftersom tallen med sin pålrot suger upp ämnen från större djup än gran och björk. Tallaskan kan dock användas som gödning till växter som inte äts.
Vedaskan innehåller inget kväve, så den behöver kompletteras med ett kväverikt gödselmedel – till exempel välbrunnen stallgödsel eller färskt gräsklipp. Kompletteringsgödningen ska dock inte ske samtidigt. Askans basiska egenskaper medför nämligen att gödselmedlets kväve omvandlas till ammoniak och försvinner upp i luften. Därmed försvinner också en stor del av gödselverkan. Därför ska askas först under vintern och senare, på våren, kan kompletteringsgödning genomföras.

#### Vedaska som glasyr
Vedaska från bok kan användas som glasyr för ler- och stengods. Ensamt eller blandat med kvarts och fältspat.

#### Vedaska för glasframställning
Lövträdsaska har förr använts för glastillverkning i Sverige tillsammans med kvartssand. Den tillför glaset både kalium och kalcium. På grund av den höga halten av järn och mangan blir glaset färgat.

## Produktion och användning av aska
År 2010 bildades totalt cirka 1,5 miljon ton askor i Sverige vilket inkluderar både flygaska och bottenaska från olika typer av förbränningsanläggningar. Den största mängden aska gick
till konstruktionsmaterial på deponier (60 %). Av resterande deponerades 5%, 8% användes till vägbyggnadsmaterial och 2% återfördes till skog och mark.

## Lagring av aska
För aska som inte kan komma till direkt användning finns flera metoder för lagring. De industriella metoderna är i huvudsak härdning och sintring.

### Härdning
Många typer av aska härdar vid tillsättning av vatten och en mer stabil produkt erhålls. Olika bindemedel, exempelvis cement, kan tillsättas för att uppnå en snabbare härdning och för att stabilisera aska som har dåliga bindningsegenskaper.
Några viktiga komponenter:
- CaO bildar vid hydratisering Ca(OH)2, som sedan omvandlas till CaCO3 tillsammans med luftens CO2.
- CaSiO4 bildar med vatten ett nästan fast gel.
- Ca3Al2O6 bildar med vatten olika fasta hydrater.
- CaSO4 bildar tillsammans med Ca3Al2O6 och vatten ettringit[a] som bildar en fast men porös gel.

#### Faktorer som påverkar härdningen[29]
Faktorer som påverkar härdning av aska är:
1. Kolinnehåll: Hur väl utbränd askan är, det vill säga hur mycket kol som återstår påverkar härdningen. Ju mer organiskt kol desto sämre härdning. Optimal härdning sker vid 2–3 %.
2. Saltinnehåll: Vilka typer av salter som ingår påverkar härdningen i positiv och negativ grad.
3. Vattenhalt: En hög vattenhalt underlättar härdningen.
4. Temperatur: Varmt och torrt härdar en väl utbränd aska på några veckor, medan svalt och fuktigt kräver månader eller förhindrar härdningen.
5. Koldioxid: Utbytet av koldioxid har betydelse för karbonatbildning under härdningen. Därför sker härdningen bäst vid ytan i en askhög, där utbytet med luftens koldioxid är god. Ytskiktet kan därför hårdna och hindra koldioxidutbytet med kärnan av askhögen.
6. Kompaktering: Närheten mellan askpartiklarna. Sammanpressad, fuktig aska härdar snabbare.

#### Metoder för härdning[29]
Förutom självhärdning i hög eller som spridningsaska förekommer följande metoder för härdning:
- Granulering
- Kompaktering
- Pelletering

Vanlig är också att tillsätta bindemedel för att underlätta härdningen. Bland bindemedlen kan nämnas: vatten, kalk, dolomit, grönlutslam, rötslam, stärkelse, lignosulfat, mesakalk och cement. 

### Sintring
Om askpulver får rekristallisera, leder kristallbildningen vid kontaktytorna mellan kornen till att dessa binds mer eller mindre starkt till varandra – askan sintrar. Är pulvret från början sammanpressat, kan sintring vid en tillräcklig temperatur ge ett mycket hållbart material. Träaska innehåller mer kalium och natrium än kolaska av olika typer. Vid sintring ger sådan aska alkalisilikater som ger ett lättlösligt glas.

### Smältpunkt
Askans smältpunkt är ibland viktig. Vid eldning i stora ugnar kan askan smälta fast i eldstaden.

## Etymologi
Sedan fornnordiskan aska, från urgermanska *askōn och därmed med samma ursprung som för engelska ash, frisiska jiske, nederländska as och tyska Asche.
Det kan vara en avledning från den indoeuropeiska roten as, "vara het", som förekommer i ässja.
Har även spårats till urindoeuropeiska *h2éhxōs – hettitiska ḫašša 'pottaska, aska', klassisk grekiska áxa 'torr jord', armeniska ačiwn 'aska', sanskrit āsa 'aska, damm'.